# Chill Out, Scooby-Doo!
Chill Out, Scooby-Doo (No Brasil, Scooby-Doo e o Abominável Homem das Neves e no Portugal, Descontrair, Scooby-Doo) é um filme de 2007, o décimo primeiro filme baseado nas caricaturas de Scooby-Doo da Hanna Barbera.

## Enredo
Em uma expedição de alpinismo no Himalaia, Professor Jeffries é liderada por seu Pemba Sherpa a um ponto alto de uma montanha com um tablete com escrita antiga sobre ele. Jeffries está procurando para fora o Abominável Homem das Neves, que vive em uma caverna em uma das montanhas. Ele está convencido de que o boneco de neve mora perto, mas Pemba diz que ele não vai levar Jeffries mais, como seria a intrusão no território do boneco de neve. Jeffries, que parece se preocupar com o boneco de neve sobre a segurança de Pemba, decide cortar a corda e continuar. Tão logo se desvanece Jeffries de vista, Pemba vê a linha de fora de uma criatura grande na frente dele.
Enquanto isso, Fred, Velma e Daphne estão em férias em Paris. No entanto, Scooby-Doo e Salsicha ainda não chegaram, e a turma se pergunta onde eles estão. Salsicha e Scooby estão em um pequeno avião que eles acham que está indo para Paris, mas que realmente está acontecendo para os Himalaias para deixar Alphonse LaFleur, um mundo famoso caçador francês e caçador. LaFleur quer encontrar e matar o boneco de neve, e está tomando Salsicha e Scooby ao longo como isca. As questões-piloto se o monstro é real, mas Lafleur lhe diz que ele é. LaFleur trava Salsicha e Scooby-se com seu equipamento, e joga-los fora do avião. Shaggy, percebendo que não estão indo a Paris, consegue fazer um telefonema rápido através de Fred antes de o telefone fica mudo. Fred usa o GPS em seu telefone para controlá-los, e então ele, Velma, Daphne e cabeça para o Himalaia para encontrá-los. Velma pergunta se ele tem alguma coisa a ver com a lenda da criatura no Himalaia.
Enquanto isso, Salsicha e Scooby gerir a terra perto de uma pequena aldeia na montanha. Na aldeia são Jeffries e Pemba. Jeffries Pemba diz que ele nunca deveria ter saído dele, e que ele quase morreu na montanha. Muitos dos outros moradores estão deixando, temendo que a criatura e sua ira. Salsicha e Scooby ir para o Dalai Alto para pedir um telefone para ligar para seus amigos. O Dalai Alta, uma pessoa estranha, lhes diz que só há um telefone na estação meteorológica nas proximidades. Scooby encontra uma sala onde o culto moradores do Snowman. O Dalai Alta está preocupado com deixá-los entrar, mas deixa-los. Nela há uma estátua do boneco de neve segurando um cristal muito grande, e Jeffries pergunta se ele poderia vê-lo, mas o Dalai alta e diz que não fecha a porta. Eles então atender irmã de Pemba Minga, que decidiu permanecer na aldeia. Minga está constantemente a ouvir rádio, e tem uma queda pelo DJ da estação que está ouvindo. Pemba diz a ela para deixar a vila, e ele, Salsicha, Scooby e Jeffries (que diz que todos devem ficar juntos), decide ir para a estação meteorológica. LaFleur chega, e decide acompanhá-los.
Como eles viajam, Minga corre até eles e diz que ela ouviu no rádio que uma grande tempestade se aproxima. Shaggy maravilhas como poderia haver qualquer recepção tão alto, Pemba e diz a ele não existe, apenas a sua estação meteorológica do homem que finge ser um DJ. Pemba é aborrecido que Minga não deixar a aldeia, e acha que ela só quer ver o homem estação meteorológica, mas ela diz-lhe que realmente há uma tempestade. Todo mundo olha e vê uma nuvem escura, e eles decidem montar um acampamento para esperar a tempestade passar. Durante a noite, Jeffries sai de sua tenda e sai com seu trenó, que é preenchido com TNT e outros explosivos. Algum tempo depois, assistir a ataques Snowman Salsicha e Scooby, que estavam em pé. LaFleur tenta capturar o Boneco de Neve, mas todas as suas armadilhas virar e trabalhar em cima dele. Scooby e Salsicha conseguem perder o boneco de neve, mas se perder-se. No entanto, eles são aliviado ao ver um snowplow abordá-los. Em que é Del Chillman, a quem a quadrilha tinha antes de conhecer. Del leva-los para a estação meteorológica, onde trabalha. Chillman lhes diz que decidiu fazer o trabalho para que ele pudesse descobrir se a lenda da criatura é verdade. Ele também revela que ele é o DJ. Ele tinha o rádio só para fazer previsões meteorológicas, mas reproduz músicas para passar o tempo.
Enquanto isso, Fred, Velma, Daphne e chegar na vila e vê-la está abandonado. Eles seguem faixas Shaggy e ver onde o partido acamparam na noite anterior, e também as cópias do pé do boneco de neve. Velma observa que eles não são muito profundas na neve. Eles acham Pemba, que foi pego por uma das armadilhas LaFleur's. Minga está longe de ser encontrado e Jeffries ainda está desaparecido, de modo a quadrilha decide se separar e procurar todos os outros. Na estação meteorológica, Chillman sai para olhar para os outros. Uma vez que ele deixa o boneco de neve aparece e ataca Salsicha e Scooby. Enquanto eles fogem, LaFleur aparece e tenta capturar a criatura, mas cai de um precipício, aparentemente a sua morte. Scooby e Salsicha conseguem escapar e encontrar seu caminho para uma cidade perdida no subsolo, e conhecer o Dalai Alto.
Das capturas até o resto da gangue, mas encontra a estação meteorológica destruída e alguns casos de hélio em falta. Como Scooby e Salsicha caminhar ao redor da cidade, o boneco de neve aparece e dá a perseguição. Daphne e Pemba encontrar uma grande caverna e vá para dentro, e concluir que é onde vive o monstro. Eles também encontram um caso de hélio vazio. Salsicha e Scooby solta o monstro novamente, e todo mundo reúne-se em uma antiga mina, cada um vindo de uma direção diferente. Há que ver mineração Jeffries para lotes de cristais como a da estátua do Yeti. Eles concluem que ele é o boneco de neve e capturá-lo, mas ele diz que não é. Em seguida, o boneco aparece e perseguições de todos, enquanto Jeffries fica livre e segue-os. O monstro persegue Salsicha, Scooby, Jeffries e descer a montanha. Jeffries está a tentar obter os cristais que estão no carrinho de mina que Scooby e Salsicha estão andando dentro do resto da turma se prepara uma armadilha para o boneco de neve, mas Salsicha, Scooby e Jeffries pego nela. O Dalai High sai para ver o que aconteceu. Então começa uma avalanche, e quase esmaga Velma e Del, mas o Snowman salva no último momento. A criatura é desmascarada a Minga, que esteve por trás do mistério, desde o início. Ela usou o hélio para voar, o que causou as pegadas para não ser tão profundo. Ela fez isso para que o homem estação meteorológica não parava de transmitir seu programa de rádio. Del é tocado por ações Minga's. Jeffries é levado para a prisão porque ele estava tomando os cristais para seu próprio ganho. A turma se pergunta se realmente há um boneco de neve, mas depois LaFleur aparece e diz-lhes algo que o salvou da queda e trouxe-o para a aldeia.
A quadrilha, junto com Del e Minga, voltam a Paris para suas férias. Infelizmente, Fred fica no avião errado e acaba na Amazônia como os outros a cabeça lá.

## Vilões do filme
- Professor Jeffries
- Minga Sherpa
- Del Spirkless